# 学生委員会
学生委員会（がくせいいいんかい）とは、大学生協の理事会の補助執行機関の一つの学生組合員組織である。
かつては学生自治会などと同じく学生運動の拠点として、明治大学消費生活協同組合（全国大学生協連非加盟）のように左翼活動・過激派活動に従事する団体も見られたが、近年では社会構造・学生のノンポリ化の影響からそのような団体はほぼ存在しない。生協職員に代わって学生向けの活動を行ったり、新入生歓迎行事を主催したりするなど、イベントサークルとしての色彩が強くなっている生協もある。学生がかかわっている団体としての規模は、日本最大であり、全国にわたっている。毎年、全国各地でセミナーが開催されており、その企画、運営すべてを学生がおこなっている。また、各大学生協の学生委員から選抜されたメンバーが活動手当をうけながら、それぞれのブロック（北海道、東北、東京、東海、関西北陸、中国・四国、九州）の学生事務局として活動している。全国では全国学生委員会、全国共済委員会、平和と社会的課題委員会、全国環境活動推進委員会などの全国委員会が置かれている。

## 主な活動
- 健康安全活動

学生の健康と安全に関する意識の啓発活動。食生活相談会、アルコールパッチテストや血圧測定・体脂肪率測定、自転車点検会などを行う。
- 食堂フェア

大学生協の食堂とタイアップした活動。普段のメニューに無いテーマを企画する。
- 新入生歓迎活動

大学に入学したばかりで不安を抱えている新入生に対して大学情報を記した冊子を発刊したり、歓迎会を開くもの。特に慶應義塾大学のものは規模が大きく、冊子は新入生全員に配布され、歓迎会は数千人規模で行われる。
- 社会的課題

毎年夏に行われる「Peace Now!」（Hiroshima・Nagasaki・Okinawa）、「ふくしま被災地スタディツアー」（福島）の開催をしている。
京阪神では行政などとともに消費者教育に力を入れており、全国的に消費者被害の注意喚起をしている。
その他、リ・リパック回収（リサイクル可能な容器）、災害時の募金活動など、様々な分野において活動を行っている。

## 全国組織
全国大学生協連の学生委員会を全国組織に持ち、7のブロックとその下のエリア（東京ブロックが南・総武・武蔵野・北甲の４つのエリアを、関西北陸ブロックが北陸・京滋奈良・大兵和の3つのエリアを設置している）を通じ全国の学生委員会を統括している。各ブロックは以下の通り(2017年7月24日現在)。
- 大学生協北海道ブロック
- 大学生協東北ブロック
- 大学生協東京ブロック（南エリア、総武エリア、武蔵野エリア、北甲エリア）
- 大学生協東海ブロック
- 大学生協関西北陸ブロック（北陸エリア、京滋・奈良エリア、大阪・兵庫・和歌山エリア）
- 大学生協中国・四国ブロック
- 大学生協九州ブロック

全国大学生協連、各ブロック・エリアは所属する大学を集めて各種セミナーを実施しており、大学間の交流を図っている。平和や学生生活向上を目指す各種学習会や運動も展開。